# Jonathan McDonald
Jonathan André McDonald Porras, född 28 oktober 1987 i Costa Rica, är en costaricansk professionell fotbollsspelare som spelar för Herediano. Han spelade under säsongerna 2012 och 2013 för den allsvenska klubben Kalmar FF. 

## Karriär
McDonald gjorde sin professionella debut som 16-åring hos klubben AD Carmelita där det blev sammanlagt tre framträdanden den första säsongen. År 2006 flyttade han till en av de större klubbarna i Costa Rica: CS Herediano. Under sin vistelse här levererade McDonald 17 mål på 41 ligamatcher. 
McDonald provade sedan på spel utomlands då han anslöt till kanadensiska Vancouver Whitecaps den 5 augusti 2010. Han gjorde sin Whitecaps-debut som inhoppare i lagets 1-0-seger på Minnesota Stars den 14 augusti men i oktober samma år släppte klubben McDonald och fem andra spelare fria; detta med hänvisning till sitt behov av att banta sin trupp inför klubbens namnbyte och förestående första säsong i Major League Soccer.
I augusti 2011, i en match mot Ecuador, fick McDonald göra sin A-landslagsdebut och i november samma år gick den allsvenska klubben Kalmar FF ut med att de hade tecknat McDonald på ett treårskontrakt med start 1 januari 2012.
Under debutsäsongen i Allsvenskan 2012 hade dock McDonald svårt att spela sig till en ordinarie startplats. Spel i 27 allsvenska matcher (varav 16 från start) med 4 gjorda mål blev facit för latinamerikanen.
Säsongen 2013 blev inte heller den speciellt lyckad för McDonald. Med två mål på 28 matcher fortsatte han - trots en i varje match stor arbetsinsats - att göra ett tämligen blekt intryck och i januari 2014 stod det klart att costaricanen och KFF skulle gå skilda vägar. McDonald återvände till sin förra klubb, LD Alajuelense hemma i Costa Rica. 

### Webbkällor
- Jonathan McDonald på Soccerway (engelska)
- Jonathan McDonald på National-Football-Teams.com (engelska)